# Prnek
Prnek este o localitate din comuna Rogaška Slatina, Slovenia, cu o populație de 96 de locuitori.